# HMS Favorite (1864)
Le HMS Favorite était l'un des trois navires de guerre en bois de dimension modérée (les autres étant le HMS Research et le HMS Enterprise) sélectionnés par Sir Edward Reed pour être convertis en navire cuirassé bordé en réponse au rythme accru de la construction de navires de guerre français.

## Conception et description
Favorite a été nommé d'après un prix de guerre français, et donc son nom est orthographié à la française. Il a été déposé comme corvette de 22 canons de la classe Jason et a été sélectionné pour être converti, après avoir passé deux ans sur la cale du constructeur, en navire à batterie centrale. La forme de la coque était déjà terminée, les modifications ont donc été limitées à l'installation d'une poupe arrondie.
Elle portait son armure dans une batterie au milieu du navire, et les canons qui y étaient transportés, quatre de chaque côté, étaient les canons navals les plus lourds de l'époque. Un tir axial (avant et arrière) a été permis grâce à un agencement dans lequel une partie de la paroi de la batterie pouvait être ouverte, et l'un des canons pouvait y mis pour tirer à travers l'espace ainsi produit.

## Service
Favorite a été mis en service à Sheerness pour la station d'Amérique du Nord et des Antilles, et fut de retour en août 1869 pour un radoub. Il a été mis en première garde de réserve sur la côte est de l'Écosse de 1872 à 1876, succédant au HMS Repulse. Le 3 août 1875, il s'est échoué sur Scroby Sands (en) , Norfolk. Il a été renfloué et retrouvé intacte, puis vendu en 1886.